# Holly Hibbott
Holly Hibbott (Southport, 13 de diciembre de 1999) es una deportista británica que compite en natación, especialista en el estilo libre. Ganó tres medallas en el Campeonato Europeo de Natación, en los años 2018 y 2021.

## Palmarés internacional
| Campeonato Europeo | Campeonato Europeo    | Campeonato Europeo | Campeonato Europeo |
| Año                | Lugar                 | Medalla            | Prueba             |
| ------------------ | --------------------- | ------------------ | ------------------ |
| 2018               | Glasgow (Reino Unido) | Medalla de oro     | 4 × 200 m libre    |
| 2018               | Glasgow (Reino Unido) | Medalla de bronce  | 400 m libre        |
| 2021               | Budapest (Hungría)    | Medalla de oro     | 4 × 200 m libre    |